# Herman Klitsie

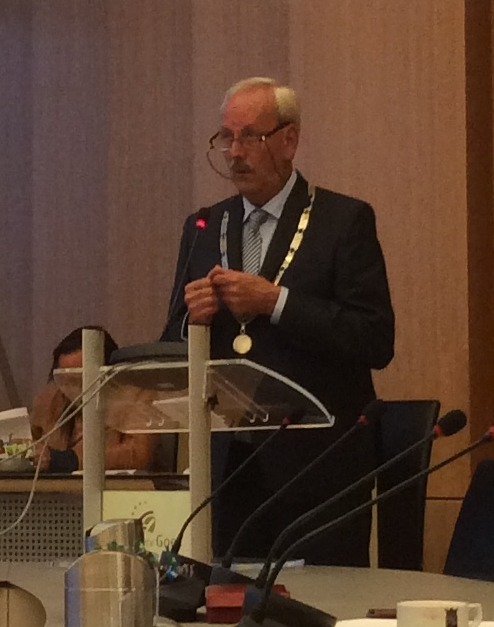
Herman Klitsie im Stadtrat von Goes, kurz nach seiner Vereidigung am 13. September 2017

Hermanus Wilhelmus Maria „Herman“ Klitsie (* 11. Mai 1949 in Sint-Michielsgestel) ist ein niederländischer Politiker (PvdA).
Er war Gemeinderatsmitglied und Beigeordneter in der Gemeinde Hellevoetsluis, bevor er 1992 zum Bürgermeister von Woensdrecht ernannt wurde. Im Dezember 2001 wurde Klitsie Bürgermeister von Oss. Am 1. Januar 2011 wurden Oss und Lith zur neuen Gemeinde Oss zusammengelegt, deren amtierender Bürgermeister er wurde. Kurz darauf gab er auf dem Neujahrsempfang bekannt, dass er im Laufe des Jahres in den Vorruhestand gehen würde. Im September 2011 trat er offiziell zurück und wurde noch im selben Monat von Wobine Buijs-Glaudemans abgelöst. Von Juli 2012 bis Juli 2013 war Klitsie amtierender Bürgermeister der südholländischen Gemeinde Rijswijk. Seit Januar 2016 ist er Vorsitzender des Aufsichtsrates der Filios Scholengroep. Am 13. September 2017 wurde er als amtierender Bürgermeister von Goes vereidigt, ein Amt, das er bis zum 6. September 2018 innehatte.